# Хапизов, Шахбан Магомедович
Хапизов, Шахбан Магомедович (публиковался под псевдонимом Марко Шахбанов) (род. 30 июня 1979) – российский журналист и ученый-кавказовед, кандидат исторических наук.
Автор серии работ по истории Дагестана и Кавказа, вызвавших критику в среде ученых-историков и общественных деятелей, обвиняющих Хапизова в ревизионизме и аварском национализме.

## Биография
Родился в поселке Кочубей Тарумовского района ДАССР. По образованию – экономист. .
Являлся заместителем главного редактора, и.о. главреда в ООО «Свобода Слова» (газета «Черновик»).
С апреля 2008 по ноябрь 2012 г. — главный редактор газеты «Новое Дело».
В 2016 году в Институте этнологии РАН Хапизовым была защищена кандидатская диссертация «Поселенческая культура этнических дагестанцев Алазанской долины» (научный руководитель - М.А. Агларов).
В 2016-17 гг. – младший научный сотрудник отдела этнографии ИИАЭ ДНЦ РАН.
С апреля 2018 г. – научный сотрудник отдела этнографии ИИАЭ ДНЦ РАН.
В 2024 году стал победителем  Второго международного конкурса по арменоведению имени академика Николая Яковлевича Марра.

## Критика
Работы Шахбана Хапизова подвергаются критике за преувеличение роли аварцев в местной истории, ведущей к искажению этнополитической картины региона.
Дагестанский историк Шери Пашаева пишет, что Хапизов, наряду с другими аварскими историками, искажает историю Илисуйского султаната, в значительной степени преуменьшая роль цахурского населения и его языка .
Ю.Ю.Карпов отмечал острую реакцию М.Шахбанова на исследования межнациональных отношений и миграционных процессов в республике со стороны недагестанских специалистов с обвинениями их в «научной демагогии»  и «провокаторстве». Как подчеркивает Карпов, внимание к земельным проблемам кумыков и экологической катастрофе Ногайской степи безосновательно называются Шахбановым «разжиганием межнациональной розни» .
Также Хапизов подвергался критике за попытки «аваризации» прошлого Кумыкской равнины .
Историк и журналист Камиль Алиев подчеркивал, что задачей работ Шахбана Хапизова является переписывание истории Кумыкской плоскости для доказательства факта проживания аварского населения (массово переселившегося на равнину при СССР)  до кумыков .
Гаджиева У.Ш. отмечала в своей рецензии некритический поход Хапизова к первоисточникам, которое привело к существенному искажению сведений об этническом составе и политической истории азербайджанских ханств .

### Роль в обосновании принудительной ассимиляции андо-цезских народов
Журналист, этнограф и активист по правам андо-цезских народов Максуд Гаджиев отмечает  направленность публикаций Шахбана Хапизова на обоснование политики принудительной ассимиляции малых народов Дагестана аварцами, ведущейся в Дагестане с 1950-х годов.